# Guerre Chu-Han
La guerre Chu-Han (chinois : 楚漢相爭 ou 楚漢春秋, pinyin : Chǔ Hàn xiāngzhēng) (206 - 202 av. J.-C) est une période de troubles survenue en Chine entre la fin de la dynastie Qin et le début de la dynastie Han.
Après la chute des Qin en 206 av. J.-C. Xiang Yu partage l'empire en 18 Royaumes. Très vite, deux puissances émergent du lot : le royaume du Chu occidental, dirigé par Xiang Yu et le royaume de Han, dirigé par Liu Bang. Les deux rois se lancent quasi immédiatement dans une guerre pour assoir leur suprématie sur la Chine. Plusieurs rois de moindre importance entrent également en guerre les uns contre les autres, mais sans que cela influence réellement le conflit entre le Chu et le Han. La guerre s’achève en 202 av. J.-C par la victoire totale du royaume de Han, qui est suivie peu après par la création de la dynastie Han, lorsque Liu Bang se proclame empereur.

## Situation avant le début du conflit
En 221 av. J.-C, le royaume de Qin unifie la Chine en achevant la conquête des six autres royaumes combattants; événement qui marque le début de la dynastie Qin. Cependant, cette dynastie applique une politique oppressive inspirée du légisme, qui est très impopulaire. En 209 av. J.-C, soit à peine quelques mois après la mort du premier empereur Qin, Chen Sheng et Wu Guang déclenchent le soulèvement de Dazexiang, qui vise à mettre fin à la dynastie Qin.
Même si ce soulèvement est écrasé, de nombreuses autres révoltes éclatent aux quatre coins de l'empire durant les trois années suivantes. De nombreux prétendants aux trônes des anciens royaumes apparaissent, le plus puissant d'entre eux étant le royaume du Chu, officiellement dirigé par le roi Huai II. En réalité, Huai n'est qu'un souverain fantoche, installé sur son trône par le seigneur de guerre Xiang Liang et son neveu Xiang Yu. À la fin de l'an 208 av. J.-C., Liang est tué au combat lors de la bataille de Dingtao, sans que cela ne profite a Huai, car son neveu Yu reste le plus puissant général de l'armée du Chu, puis gagne le soutien de la plupart des chefs rebelles après sa victoire à la bataille de Julu et devient de facto le chef des insurgés. La même année, Ziying le dernier empereur de la dynastie Qin, se rend à Liu Bang, provoquant ainsi la chute de la dynastie Qin.
Xiang Yu arrive peu après la reddition de Ziying et l'exécute avant de se proclamer "Roi-Hégémon du Chu occidental" (西楚霸王). Il règne sur neuf commanderies, qui sont situées à cheval sur les territoires des anciens royaumes de Liang et de Chu, depuis Pengcheng (彭城), sa capitale.
Après sa victoire, Xiang Yu divise l'ancien empire des Qin en 18 royaumes vassaux et donne au roi Huai II du Chu le titre d' "Empereur Yi de Chu". ce titre a beau être prestigieux, il ne change rien au fait qu'Yi n'est qu'une marionnette entre les mains de Yu. Un an plus tard, Xiang Yu se débarrasse de l'empereur Yi en l'exilant dans le Xian de Chen (郴縣). Dans le même temps, il donne en secret l'ordre à Ying Bu, le roi de Jiujiang, d’assassiner Yi avant qu'il n'arrive à Chen.

## Début de la guerre

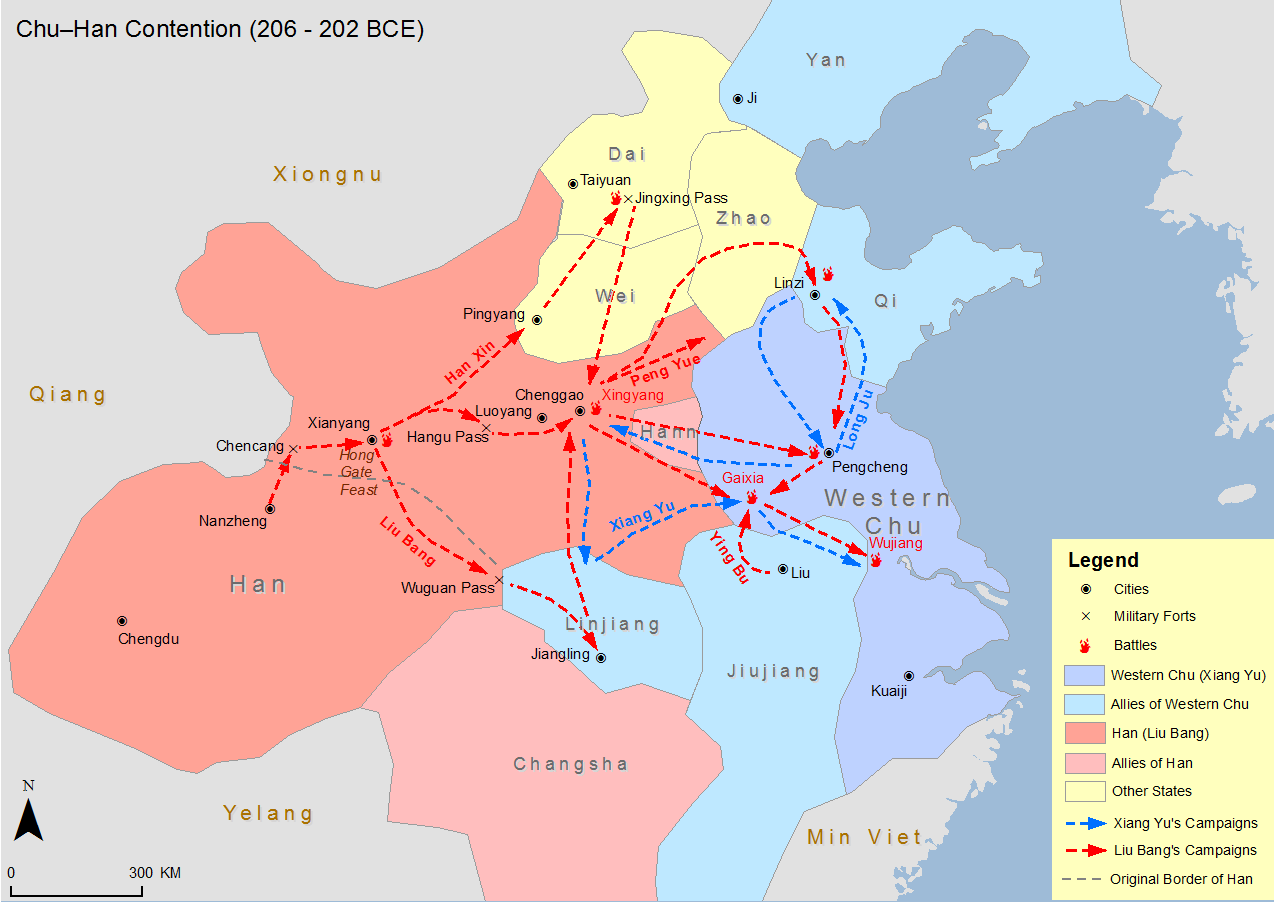
Mouvements de troupes lors de la guerre Chu-Han

### Les dix-huit Royaumes et la rébellion Han
Les 18 royaumes créées par Xiang Yu sur les débris de l'empire des Qin sont les suivants:
| Nom            | Nom (chinois) | Roi                                                                      | Emplacements des royaumes par rapport aux provinces chinoises actuelles |
| -------------- | ------------- | ------------------------------------------------------------------------ | ----------------------------------------------------------------------- |
| Chu oriental   | 西楚          | Xiang Yu                                                                 | Jiangsu, Nord de l'Anhui, Nord du Zhejiang, Est et Sud du Henan         |
| Han            | 漢/汉         | Liu Bang                                                                 | Sichuan, Chongqing, Sud du Shaanxi                                      |
| Yong           | 雍            | Zhang Han (Général du Qin)                                               | Centre du Shaanxi et l'Est du Gansu                                     |
| Sai            | 塞            | Sima Xin (Général du Qin)                                                | Nord-Est du Shaanxi                                                     |
| Zhai           | 翟            | Dong Yi (Général du Qin)                                                 | Nord du Shaanxi                                                         |
| Hengshan       | 衡山          | Wu Rui (Haut fonctionnaire du Qin, soutenu par les tribus du peuple Yue) | Est du Hubei, Jiangxi                                                   |
| Hán            | 韓            | Han Cheng (famille royale du Hán)                                        | Sud-Ouest du Henan                                                      |
| Dai            | 代            | Zhao Xie (zh) (famille royale du Zhao)                                   | Nord du Shanxi, Nord-Ouest du Hebei                                     |
| Henan          | 河南          | Shen Yang (Haut fonctionnaire du Zhao)                                   | Nord-Ouest du Henan                                                     |
| Changshan      | 常山          | Zhang Er (Vice-chancelier du Zhao)                                       | Centre du Hebei                                                         |
| Yin            | 殷            | Sima Ang (général du Zhao)                                               | Nord du Henan, Sud du Hebei                                             |
| Wei de l'ouest | 西魏          | Wei Bao (Famille royale du Wei)                                          | Sud du Shanxi                                                           |
| Jiujiang       | 九江          | Ying Bu (général du Chu)                                                 | Centre et Sud du Anhui                                                  |
| Linjiang       | 臨江          | Gong Ao (général du Chu)                                                 | Ouest du Hubei et Nord du Hunan                                         |
| Yan            | 燕            | Zang Tu (Général du Yan)                                                 | Nord du Hebei, Beijing, Tianjin                                         |
| Liaodong       | 遼東          | Han Guang (famille royale du Yan)                                        | Sud du Liaoning                                                         |
| Qi             | 齊 or 齐      | Tian Du (général du Qi)                                                  | Ouest et Centre du Shandong                                             |
| Jiaodong       | 膠東          | Tian Fu (famille royale du Qi)                                           | Est du Shandong                                                         |
| Jibei          | 濟北          | Tian An (chef rebelle du Qi)                                             | Nord du Shandong                                                        |

| Chronologie de la guerre   | |
| Année                      | Situation avant la guerre |
| 207 av. J.- C              | - Xiang Yu, à la tête d'une armée où sont rassemblées les forces des différentes rébellions, bat les troupes de Zhang Han, la dernière armée fidèle aux Qin, lors de la bataille de Julu. - Chute de la dynastie Qin. - Ziying, le dernier empereur des Qin, se rend à Liu Bang. - L'armée de Liu Bang occupe Xianyang, la capitale des Qin. |
| 206 av. J.- C              | - Fête de la Porte Hong - L'armée de Xiang Yu occupe à son tour Xianyang et rase la ville après l'avoir pillée. - Xiang Yu fait du roi Huai II du Chu l' "Empereur Yi de Chu" et le déplace dans le Xian de Chen. - Xiang Yu divise l'ancien empire des Qin en 18 Royaumes. - Xiang Yu se proclame "Roi-Hégémon du Chu occidental". - Liu Bang devient le "Roi de Han". - Han Xin quitte le Chu occidental et rejoint le Han. - Début d'une rébellion du royaume de Qi - Tian Rong conquiert le royaume de Qi. Tian Du, le roi déchu de Qi, s'enfuit au Chu occidental. - Tian Rong conquiert le Royaume de Jiaodong et tue Tian Fu, son roi. - Xiang Yu tue Han Cheng, le roi de Hán. - Zhang Liang rejoint le Han. - Liu Bang nomme Han Xin général. - Tian Rong envoie Peng Yue conquérir le royaume de Jibei et tue Tian An, son roi. - Ying Bu, le roi de Jiujiang, tue l'empereur Yi du Chu. - Les troupes du Han marchent en secret sur Chencang. |
| Début de la guerre Chu-Han | |
| Année                      | Évènements marquants |
| 206 av. J.- C              | - Zhang Han, le roi de Yong est vaincu par l'armée du Han et doit se replier sur Feiqiu. - Dong Yi, le roi de Di, et Sima Xin, le roi de Sai, font leur reddition au royaume de Han. - Zang Tu, le roi de Yan, tue Han Guang, le roi du Liaodong. - Xiang Yu fait de Zheng Chang le nouveau roi de Hán. - Zhao Tuo se proclame "Roi Wu de Nanyue". - Shen Yang, le roi du Henan fait sa reddition au royaume de Han. - Rébellion du royaume de Zhao - Chen Yu conquiert le royaume de Changshan. Zhang Er, le roi déchu de Changshan s'enfuit au royaume de Han. - Chen Yu aide Zhao Xie (zh), le roi de Dai, à devenir le nouveau roi de Zhao. Yu devient le nouveau roi de Dai. - Hán Xin conquiert le royaume de Hán, avec l'aide du royaume de Han. Zheng Chang se rend. |
| 205 av. J.- C              | - Xiang Yu attaque Tian Rong, qui se replie sur Pingyuan où il meurt. Xiang Yu fait de Tian Jia le roi de Qi. - Wei Bao, le roi du Wei, fait sa reddition au royaume de Han. - Sima Ang, le roi de Yin, est capturé par l'armée du royaume de Han. - Tian Jia est vaincu par Tian Heng, le frère cadet de Tian Rong. - Tian Jia est tué par Xiang Yu après avoir rejoint le Chu occidental. - Tian Heng aide Tian Guang, le fils de Tian Rong, à devenir le roi de Qi. - Bataille de Pengcheng - Dong Yi et Sima Xin font défection au profit du Chu occidental. - Mort de Sima Ang. - Peng Yue rejoint le Han. - Bataille de Jingsuo - Liu Bang occupe Xingyang. Les troupes du Han commencent à construire des routes reliant Xingyang et Aocang pour acheminer les approvisionnements. - Liu Bang fait de son fils Liu Ying le prince héritier du Han. - L'armée du Han prend Feiqiu. Zhang Han se suicide. - Bataille d'Anyi - Han Xin conquiert le royaume de Dai et capture Xia Shuo, son chancelier. - Bataille de Jingxing - Han Xin accepte la reddition du royaume de Yan. - Ying Bu, le roi de Jiujiang, fait défection au profit du Han. |
| 204 av. J.- C              | - Le Chu occidental attaque les lignes d'approvisionnement du Han. - Xiang Yu renvoie Fan Zeng pour le punir d’être tombé dans le piège que Chen Ping lui a tendu. Fan Zeng meurt de maladie alors qu'il rentre chez lui. - Bataille de Xingyang - Wei Bao, le roi du Wei, est tué par Zhou Ke et Zong Gong qui meurent à leur tour lorsque Xingyang tombe entre les mains du Chu. - Hán Xin, le roi du Hán, est capturé par Xiang Yu. - Yuan Sheng conseille à Liu Bang d'attaquer les villes de Wan et de Ye. - Peng Yue inflige une défaite aux troupes du Chu à Xiapi. - Xiang Yu fait demi-tour pour attaquer Peng Yue. Liu Bang saisit cette occasion et prend le contrôle de Chenggao. - Après avoir vaincu Peng Yue, Xiang Yu assiège Liu Bang dans Chenggao. - Liu Bang brise le siège et s'enfuit au royaume de Zhao. Arrivé au Zhao, Liu Bang enlève à Han Xin et à Zhang Er le commandement de l'armée du Han. - Mort de Gong Ao, le roi de Linjiang. C'est son fils, Gong Wei, qui lui succède. - Liu Bang envoie Li Yiji auprès de Tian Guang, le roi de Qi, pour le convaincre de se rendre. - Bataille de la rivière Si - Cao Jiu, Dong Yi et Sima Xin se suicident. - l'armée du Han occupe Chenggao. - Han Xin attaque le royaume de Qi et conquiert Lixia et Linzi, les deux capitales du royaume. Li Yiji est exécuté par Tian Guang. - Bataille de la rivière Wei - Long Ju est tué au combat. - Tian Guang est tué alors qu'il essaye de s'enfuir. Tian Heng se proclame roi de Qi. - Liu Bang fait de Zhang Er le nouveau roi de Zhao. |
| 203 av. J.- C              | - Liu Bang fait de Han Xin le roi de Qi. - Liu Bang fait de Ying Bu le roi du Huainan. - Bataille de Guling - Zhou Yin fait défection au profit du Han. |
| 202 av. J.- C              | - Bataille de Gaixia - Xiang Yu se suicide. |
| Fin de la Guerre Chu–Han   | |
| Année                      | Événements marquants |
| 202 av. J.- C              | - Liu Bang nomme les Rois Vassaux suivants: - Han Xin devient roi de Chu - Peng Yue devient roi de Liang - Hán Xin devient roi de Hán - Wu Rui devient roi de Changsha - Ying Bu devient roi de Huainan - Zang Tu devient roi de Yan - Zhang Er devient roi de Zhao - Wuzhu devient roi de Minyue - Liu Bang fonde la dynastie Han et devient Empereur de Chine. - Le nouvel Empereur démobilise ses armées et amnistie les condamnés. - Zang Tu se rebelle. - Tian Heng, l'ancien roi de Qi, se suicide à Luoyang. - Mort de Zhang Er, son fils Zhang Ao lui succède et devient le nouveau roi de Zhao. - L' Empereur Han Gaozu mate la rébellion de Zang Tu et le capture. - Linjiang est conquis par les armées de la dynastie Han. Gong Wei est capturé et exécuté. |

Lors de la division de l'empire en 18 royaumes, Xiang Yu donne à certains des généraux de la rébellion contre les Qin le titre de Roi, même s'ils étaient auparavant sous les ordres d'autres nobles. En 206 av.J.-C., Liu Bang est déchu de son titre de Roi du Guanzhong et est envoyé dans la région de Bashu (巴蜀) avec 30 000 soldats et des centaines de civils. Il reçoit alors le titre de "Roi de Han" (漢王).
Une fois arrivé à destination, Liu Bang donne l'ordre de détruire les routes suspendues en bois qui mènent à Bashu, afin de prévenir toute attaque contre son arrière-garde. Cette manœuvre sert aussi à faire croire à Xiang Yu que Bang n'a pas l'intention de partir de Bashu.

### Les rébellions de Qi et Zhao
Pendant ce temps, dans le territoire de l'ancien royaume de Qi, Tian Rong, le chancelier du Qi, est mécontent de la façon dont ont été attribuées les terres de cet ancien royaume. Décidé à changer le cours des choses, il entre en guerre contre les rois de Jiaodong, Qi et Jibei, dont les royaumes sont connus sous le nom des" Trois Qis". Tian Rong réussit à conquérir les trois royaumes et fait de Tian Fu le roi de Qi, avant de le détrôner à son profit.
Une fois monté sur le trône, Tian Rong fait de Peng Yue le général en chef de son armée et lui donne l'ordre d'attaquer le Chu occidental. Dans le même temps, il envoie des troupes pour soutenir une autre rébellion qui vient d'éclater dans l'ancien royaume de Zhao et qui est dirigé par Chen Yu, un ancien vice-chancelier du Zhao. En 205 av.J.-C., Chen Yu bat Zhang Er, le roi de Changshan, s'empare de son domaine et fait de Zhao Xie (zh), le roi de Dai, le nouveau souverain des territoires Zhao. Xiang Yu se sent alors menacé par ces rébellions et la montée en puissance du Qi et décide de prendre la tête de son armée pour attaquer Tian Rong.

### Conquête des trois Qins par le Han
Alors que Xiang Yu est occupé loin du Chu par la répression des rébellions, Liu Bang saisit l'occasion pour attaquer les Trois Qins dans le Guanzhong. Han Xin, un général de Liu Bang, ordonne à ses hommes de faire semblant de réparer les routes suspendues en bois pour endormir la méfiance de Zhang Han, le roi de Yong. Pendant ce temps, le gros des troupes de Zhang avance en secret vers Chencang (陳倉). Pris par surprise, Zhang Han est vaincu par les forces Han après deux batailles consécutives.
Profitant de cette victoire, Liu Bang procède à la conquête de Longxi (隴西), Beidi (北 地) et Shangjun (上郡). Il envoie également ses hommes chercher sa famille qui était restée à Pei (沛). Lorsqu'il est mis au courant des conquêtes de Liu Bang, Xiang Yu envoie une armée à Yangxia (陽 夏) pour intercepter l'armée Han, et nomme Zheng Chang "roi de Hán" pour qu'il l'aide à couvrir son flanc. Pendant ce temps, Zang Tu, le roi de Yan, tue Han Guang, le roi de Liaodong, s'empare de ses terres et se proclame roi des territoires du Yan.

### Bataille de Pengcheng
En 205 av. J.-C., après avoir établi sa base dans le Guanzhong, Liu Bang avance à l'est du col de Hangu pour se préparer à lancer une attaque sur la région du Henan. Sima Xin, le roi de Sai, Dong Yi (en), le roi de Di et Shen Yang (en), le roi du Henan; se rendent et font leur soumission à Liu Bang. Zheng Chang, le roi de Hán, refuse de se soumettre et est vaincu au combat par Han Xin. Après cette victoire, Liu Bang fait de Hán Xin le nouveau roi de Hán. Zhang Er, l'ancien roi de Changshan, rejoint à son tour les rangs de Liu Bang, après avoir perdu son domaine face à Zhao Xie (zh) et Chen Yu.
Le troisième mois de la même année, Liu Bang attaque Henei (河內) avec l'aide de Wei Bao, le roi du Wei de l'Ouest. Lorsque Liu Bang apprend que l'Empereur Yi Chu a été assassiné sur l'ordre de Xiang Yu, il organise un service commémoratif pour l'empereur, accuse Xiang de régicide, et utilise cet incident comme propagande politique pour justifier la guerre contre le Chu occidental.
Au cours du quatrième mois de la même année, Xiang Yu vainc Tian Rong à Chengyang (城 陽), alors que ce dernier battait en retraite sur Pingyuan. Bien que le royaume de Qi se soit rendu au Chu occidental, Xiang Yu ne fait rien pour apaiser le peuple du Qi, bien au contraire car il permet à ses soldats de piller les territoires du royaume. Tian Heng, le jeune frère de Tian Rong, installe Tian Guang sur le trône de Qi, et continue à organiser la résistance contre le Chu occidental.
Pendant ce temps, Liu Bang a rassemblé une armée d'environ 560 000 soldats avec l'appui des rois qui se sont rendus à lui. Le huitième mois, Pengcheng (彭城), la capitale de Chu, tombe face aux forces de la coalition dirigée par Liu Bang. Lorsqu'il est mis au courant de la chute de sa capitale, Xiang Yu donne l'ordre au gros de ses troupes de continuer la conquête du Qi, pendant qu'il prend personnellement la tête de 30 000 hommes d'élite pour reprendre Pengcheng.Il installe son campement à environ dix miles de la ville, dans l'actuel Xian de Xiao, Anhui. À l'aube, Xiang Yu lance une attaque sur Pengcheng et avant midi l'armée Han, mal préparée, est en déroute.
Dans sa déroute, l'infanterie Han s'enfuit vers les rivières Gu(穀) et Si(泗), toutes proches, où plus de 100 000 d'entre eux sont tués par des soldats Chu. Les troupes restantes s'enfuient vers le sud pour prendre position sur un terrain élevé plus avantageux, mais ils sont acculés par les forces Chu sur les rives de la rivière Sui (睢), où 100 000 soldats Han sont noyés, leurs cadavres finissant par barrer le cours de la rivière.
Liu Bang s'échappe de la ville avec une poignée de gardes du corps à cheval, en direction de la ville proche de Pei, où se trouve sa famille qu'il veut prendre avec lui pour s'enfuir. Xiang Yu envoie également des troupes à Pei, pour capturer la famille de Liu Bang. Lorsqu'il arrive en ville, Liu Bang s'aperçoit que sa famille s'est déjà enfuie, mais il rencontre sur la route sa fille aînée et Liu Ying, son fils aîné. L'armée du Chu force les habitants de la région à les conduire auprès de deux membres de la famille de Liu Bang: son père Liu Taigong et sa femme Lü Zhi. Tous deux sont capturés et pris en otages par Xiang Yu. Selon certaines sources, la mère de Liu Bang aurait également été capturée ce jour-là.
Une anecdote célèbre et peut-être fictive veut que, durant sa fuite, Liu Bang aurait jeté ses enfants hors de son char pour aller plus vite et qu'il aurait fallu l'intervention répétée de Xiahou Ying pour sécuriser l'évasion desdits enfants,.
Bien qu'il ait réussi, contre toute attente, à renverser la situation, Xiang Yu préfère retourner dans sa capitale qui avait été pillée par les armées Han, plutôt que de poursuivre Liu. À la place, Yu préfère donner l'ordre de partager les provisions de son armée avec la population affamée de Pengcheng. Même si sa victoire décisive lui permet de retourner l'opinion générale contre Liu, son incapacité à exploiter cet avantage stratégique ôte à Xiang Yu une chance de mettre fin à la menace mortelle que représente le roi de Han.

### Bataille de Jingsuo
Après leur défaite à Pengcheng, la puissance des armées du Han diminue drastiquement. Plusieurs membres de la famille de Liu Bang sont maintenant des otages du Chu et bon nombre des rois qui s'étaient rendus à Liu Bang font défection au profit de Xiang Yu après la victoire de ce dernier. Enfin, les royaumes de Qi et Zhao décident de faire la paix avec le Chu occidental.
Après avoir atteint Xiayi (下 邑), qui est défendu par son beau-frère, Liu Bang réorganise ses troupes pour battre en retraite. Quand il arrive à Yu (虞), il envoie un émissaire auprès de Ying Bu, le roi de Jiujiang, pour convaincre ce dernier de le soutenir. Ying Bu accepte de rejoindre Liu Bang et se révolte contre le Chu occidental. Xiang Yu réagit à cette révolte en envoyant Long Ju attaquer Ying Bu.
Dans le sixième mois de l'an 205 av. J.-C., Liu Bang fait de son fils Liu Ying son prince héritier et lui ordonne de défendre Yueyang (櫟 陽). Peu après, les forces Han réussissent à conquérir Feiqiu (廢 丘), une ville qui était gardée par Zhang Han. Ce dernier se suicide après sa défaite.
Sur un autre front, Ying Bu ne réussit pas à vaincre long Ju et préfère renoncer à Jiujiang pour aller rejoindre Liu Bang. Ce dernier réorganise alors son armée, qui comprenait maintenant des renforts venant du Guanzhong, qui ont été envoyés par Xiao He, et les troupes de Han Xin. Les forces de Liu Bang attaquent celles du Chu dans les comtés de Jing (京 縣) et Suoting (索 亭) et leur victoire oblige les troupes de Xiang Yu à se replier à l'est de Xingyang.

## Front Nord

### Bataille d'Anyi
Toujours en 205 av. J.-C., Wei Bao, le roi de Wei, quitte Liu Bang sous prétexte de rendre visite à un parent malade et retourne secrètement sur ses terres. Il fait alors allégeance à Xiang Yu et se révolte contre Liu Bang. Ce dernier commence par envoyer Li Yiji pour persuader Wei Bao de se rendre; mais comme Wei refuse, il ordonne à Han Xin d'attaquer le Wei.
Wei Bao fait stationner ses troupes à Puban (蒲阪) et bloque la route de Linjin (臨晉). Après avoir analysé la situation, Han Xin dupe Wei Bao en lui faisant croire qu'il a l'intention d'attaquer Linjin, tout en envoyant secrètement des troupes qui sont stationnées à Xiayang (夏陽) traverser la rivière et attaquer Anyi (安邑). Durant le neuvième mois de la même année, Wei Bao mène personnellement une attaque contre Han Xin, mais perd la bataille et est capturé. Quand il offre de se rendre, Liu Bang accepte sa reddition et le nomme général. Le même mois, Han Xin conduit son armée pour attaquer le royaume de Dai, avec le soutien de Zhang Er, l'ancien roi de Changshan. Il remporte et capture Xia Shuo, le chancelier de Dai.

### Bataille de Jingxing
Après avoir vaincu le royaume de Dai, Han Xin et Zhang Er prennent la tête d'une armée pour attaquer le royaume de Zhao à la passe de Jingxing. Zhao Xie (zh), le roi du Zhao, et Chen Yu, son chancelier, lèvent une armée de 200 000 soldats pour résister aux forces Han et dirigent personnellement les opérations. Avant la bataille, Li Zuoju (李 左 車), le Seigneur de Guangwu (廣 武君), conseille à Chen Yu de bloquer les principales routes qui traversent les monts Taihang, en particulier celle de la passe de Jingxing. Il explique à Chen Yu qu'il peut gagner facilement en bloquant ces routes et en exploitant les inévitables problèmes logistiques que Han Xin devra affronter à la suite de ce blocus. Cependant, Chen Yu est un érudit confucéen, qui se vante de commander son armée en suivant un idéal de justice. Il est donc peu réceptif à ce genre de ruse et répond à Zuoju qu'il a 200 000 hommes sous ses ordres et n'a pas besoin de craindre la petite armée de Han Xin. À cette époque, peu de gens tenaient Han Xin en haute estime, ce qui va coûter cher à ses adversaires dans cette bataille et à la fin de la bataille de la rivière Wei.
Les forces de Han Xin traversent la passe de Jingxing pour affronter les forces de Zhao au niveau de la rivière Tao. Avant le départ, Han Xin avait ordonné que ses troupes mangent un petit déjeuner léger avant la bataille; déclarant qu'ils allaient se régaler pendant le banquet de la victoire qui suivrait la destruction de l'armée du Zhao. Même ses officiers ne croient pas ces déclarations, mais malgré tout, ils exécutent ses ordres.
En préparation de la bataille à venir, Han Xin avait envoyé la veille une petite force de 2 000 cavaliers près du camp du Zhao, chacun portant une étendard rouge aux couleurs de l'armée Han. Ces cavaliers ont pour ordre d'envahir le camp du Zhao dès que toute l'armée ennemie sera partie au combat. Il envoie également 10 000 hommes traverser la rivière Tao, qui à l'époque était connue sous le nom de rivière Ye (冶 河), pour creuser des fossés et prendre toutes les mesures nécessaires pour fortifier les défenses du pont. En opérant à partir de cette petite tête de pont et dos à la rivière, l'armée Han peut facilement se retrouver dans une position où toute retraite est impossible si jamais elle vient à perdre le combat. En voyant les manœuvres très risquées de l'armée de Xin, Chen Yu et les autres commandants du Zhao se moquent de lui et prédisent sa défaite.
Tôt le matin, Han Xin fait avancer le gros de ses forces par la passe de Jingxing et leur fait traverser la rivière Tao, pour affronter l'armée du Zhao. Xin fait en sorte que sa bannière et ses autres insignes soient bien visibles par l’ennemi, de manière à attirer l'armée ennemie sur sa position. Il feint la défaite au début du combat et se retire dans la position qu'il a préparée à l'avance, avec toute l'armée du Zhao en train de le poursuivre. Étant donné que les forces Han n'ont nulle part où aller, elles se battent férocement et, avec l'aide des fortifications, tiennent leurs positions face à leur ennemi supérieur en nombre.
Comme l'attaque contre le pont s'enlise, les commandants du Zhao essayent de regrouper leurs troupes avant de repartir à l'assaut. Mais, alors que l'armée du Zhao se retire temporairement, les soldats voient leur camp hérissé d'étendards rouges aux couleurs de l'armée Han, ce qui leur donne l'impression qu'ils sont pris en embuscade par l'arrière. Beaucoup de soldats du Zhao paniquent et leurs officiers sont incapables de rétablir l'ordre. Han Xin profite du chaos qui règne dans les rangs ennemis pour attaquer avec toutes ses troupes et détruire complètement l'armée du Zhao. Dans la débandade qui s'ensuit, Chen Yu est tué dans des combats sur les bords de la rivière Zhi (泜 水), pendant que le Prince Zhao Xie est capturé.
Lors du banquet de la victoire, les officiers de Han Xin, qui ont toujours du mal à croire à leur bonne fortune, demandent à leur général les raisons de ces déploiements étonnants. Han Xin leur explique que, comme il commande une armée hétéroclite et qu'il n'est pas un général de grande renommée, il a dû recourir à des mesures drastiques pour forcer tout le monde à se battre.

### Bataille de la rivière Wei
En 204 av. J.-C., le royaume de Yan se rend à Han Xin et Zhang Er est nommé roi de Zhao. Xiang Yu envoie régulièrement ses armées attaquer le Zhao, mais Han Xin et Zhang Er repoussent toutes les attaques. Yu tourne alors son attention vers Xingyang, où se trouve Liu Bang. Bang est rapidement contraint de se retirer à Chenggao, où il est assiégé par Xiang Yu. Finalement, il n'a d'autre choix que de briser le siège pour se diriger au nord du fleuve Jaune et rejoindre Han Xin. Là, de manière totalement imprévisible, il relève Han Xin et Zhang Er de leurs postes de chefs de l'armée Han du Zhao. Il donne ensuite l'ordre à Han Xin de prendre la tête d'une armée pour attaquer le royaume de Qi.
Pendant que Han Xin se prépare à lancer son attaque, Liu Bang envoie Li Yiji auprès de Tian Guang, le roi de Qi, pour persuader ce dernier de se rendre, sans que Han Xin soit informé de cette manœuvre diplomatique. Tian Guang décide de se rendre et donne l'ordre à ses troupes de se retirer de Lixia (歷 下); mais comme Han Xin ignore que Tian Guang a l'intention de se rendre, il suit les conseils de Kuai Tong pour attaquer le Qi. L'armée de Han Xin conquiert Lixia et attaque linzi, la capitale du Qi. Furieux, Tian Guang pense que Li Yiji lui a menti et le fait exécuter avant de se replier sur Gaomi, où il demande l'aide de Chu occidental. Pendant ce temps, Han Xin prend Linzi et poursuit les forces Qi qui battent en retraite vers Gaomi.
Lorsqu'il reçoit la demande de renfort de Tian Guang, Xiang Yu envoie Long Ju vers le Qi, à la tête d'une armée de 200 000 soldats. Les forces alliées du Qi et du Chu perdent une première bataille face aux troupes Han. Un des conseillers de Long Ju lui suggère alors d'éviter un affrontement direct avec Han Xin et de se concentrer sur le renforcement leurs défenses, pendant que Tian Guang ferait le nécessaire pour rallier le soutien des villes Qi qui sont tombées entre les mains des Han. En agissant ainsi, l'armée Han serait privée de ravitaillement et forcée de se rendre. Long Ju rejette ce plan et préfère lancer une attaque frontale contre Han Xin. Dans la nuit qui précède la bataille, Han Xin envoie ses hommes créer un barrage sur la rivière Wei (濰 水) avec des sacs de sable. Le lendemain matin, après une escarmouche avec les forces de Long Ju, Han Xin feint à nouveau la défaite et se retire pour attirer que Long le poursuive. Lorsqu’environ un quart de l'armée du Chu a traversé la rivière, Han Xin envoie un signal pour que ses hommes ouvrent le barrage. Beaucoup de soldats du Chu finissent noyés et Long Ju se retrouve isolé avec seulement une fraction de ses forces. Profitant de la situation, Han Xin lance une contre-attaque, qui se conclut par la mort de Long Ju et la destruction totale du reste de l'armée du Chu occidental. Alors que Tian Guang s'enfuit, Han Xin poursuit les forces ennemies en retraite jusqu'à Chengyang (城 陽).
Après sa victoire, Han Xin prend rapidement le contrôle des territoires du Qi, puis envoie un émissaire à Liu Bang pour demander à ce dernier de le nommer roi de Qi. Lorsqu'il reçoit le message, Liu Bang est assiégé dans Xingyang par Xiang Yu, et attend avec impatience que Han Xin arrive avec des renforts. Au début, cette demande le rend furieux, mais par la suite, sur les conseils de Zhang Liang et Chen Ping, il approuve à contrecœur la demande de Han Xin. Dans le même temps, la perte de Long Ju inquiète Xiang Yu, qui envoie Wu She auprès de Han Xin, pour persuader ce dernier de se rebeller contre Liu Bang et de se déclarer roi. Cependant, malgré les exhortations de Kuai Tong, Han Xin refuse de trahir Liu Bang et préfère lever une armée pour marcher vers le sud et attaquer le Chu occidental.

## Bataille de Chenggao et Traité du Canal Hong
Sur le front sud, les troupes de Liu Bang commencent à construire des routes pour acheminer les approvisionnements à partir de Xingyang jusqu'à Aocang (敖 倉). En 204 av. J.-C., après avoir subi des pertes à la suite des attaques du Chu contre ces routes, l'armée Han est à court de fournitures. Liu Bang décide alors de négocier la paix avec Xiang Yu et accepte de céder les terres situées à l'est de Xingyang au Chu occidental. Dans un premier temps, Xiang Yu veut accepter l'offre de Liu Bang, mais Fan Zeng lui conseille de la rejeter et de profiter de l'occasion pour détruire Liu Bang. Yu se rallie à l'avis de Zeng, lance rapidement une attaque contre Xingyang et assiège les forces de Liu Bang dans la ville. Pour débloquer la situation, Liu Bang suit les conseils de Chen Ping et décide de corrompre les hommes de Xiang Yu en utilisant 40 000 catties d'or pour répandre au sein de l'armée du Chu des rumeurs voulant que Fan Zeng a l'intention de trahir Xiang Yu. Yu tombe dans le piège et renvoie Fan Zeng.
À la fin de la même année, Xiang Yu est obligé de s'éloigner du Chu pour réprimer une rébellion qui a éclaté dans le royaume de Qi. Li Yiji suggère à Liu Bang de profiter de l'occasion pour attaquer le Chu occidental. L'armée du Han conquiert Chenggao et défait à proximité de la riviére Si l'armée du Chu dirigée par Cao Jiu. Les troupes de Liu Bang continuent d'avancer jusqu'à arriver à Guangwu (廣 武). Par la suite, une armée du Chu dirigée par Zhongli Mo est piégée par l'armée du Han à l'est de Xingyang. Après la victoire de Han Xin lors de la bataille de la rivière Wei, le moral de l'armée du Chu s'effondre et quelques mois plus tard les soldats de Xiang Yu se retrouvent à court d'approvisionnements. Yu n'a alors d'autre choix que de faire la paix avec Liu Bang et libérer les membres de sa famille qu'il détient toujours en otage. Les deux partis conviennent d'un cessez-le-feu lors du traité du Canal de Hong(鴻溝 和約), qui divise la Chine entre les territoires dominés par le Han à l'ouest et ceux dominés par le Chu à l'est.

## Fin de la guerre
En 203 av. J.-C., alors que Xiang Yu repart vers l'est, Zhang Liang et Chen Ping conseillent à Liu Bang de ne pas tenir compte du traité qu'il vient de signer et d'en finir une bonne fois pour toutes avec Yu pour réunifier la Chine. Liu Bang se rallie à leur avis et lance une attaque sur Chu occidental, tout en demandant l'aide de Han Xin et Peng Yue, pour attaquer Xiang Yu simultanément sur trois fronts. Cependant, Han Xin et Peng Yue ne donnent pas suite aux demandes de Liu Bang et ce dernier est défait par Xiang Yu à Guling (固 陵)(Cette ville était située au sud de l'actuel Xian de Taikang, Zhoukou, Henan). Liu Bang doit alors se replier et consacre toute son énergie à renforcer ses défenses. Dans le même temps, il envoie à nouveau des messagers auprès de Han Xin et Peng Yue et leur promet de leur donner des terres et des titres s'ils le rejoignent pour attaquer Xiang Yu.

### Bataille de Gaixia
En octobre de l'an 202 av. J.-C., Xiang Yu renonce à percer les défenses de Liu Bang et commence à déplacer ses troupes vers l'Est. Voyant ces mouvements de troupes, Han Xin décide de tendre un piège à Yu. L'armée du Chu était épuisée par le long siège de la forteresse de Liu Bang et le manque de nourriture généré par des problèmes d'approvisionnements. Lorsque une rumeur, faisant croire que la guerre est terminée et que la paix est assurée pour longtemps, commence à circuler au sien des troupes du Chu, les soldats laissent éclater leur joie.
Voyant que l'armée du Chu a baissé sa garde, Han Xin en profite pour mener de nombreuses attaques contre les troupes ennemies en train de se replier. Fou de rage, Xiang Yu décide de faire demi-tour et d'attaquer à nouveau la forteresse de Liu Bang; mais Han Xin a mis en place de nombreux pièges et autres embuscades le long du chemin. Xiang Yu finit par comprendre que les derniers événements ont tellement réduit le moral de ses troupes qu'une victoire rapide est impossible. Il décide alors de se replier temporairement sur la capitale du Chu occidental et d'y regrouper ses forces.
Han Xin sait qu'il ne peut pas laisser Xiang Yu revenir à sa capitale s'il veut en finir rapidement avec cette guerre. Il donne l'ordre à ses troupes d'augmenter le nombre d'embuscades, afin de forcer les troupes du Chu à entrer dans un canyon situé près de Gaixia, où Xiang Yu ne pourra pas manœuvrer comme il veut. Xiang Yu, qui est un excellent stratège, comprend parfaitement que le but de toutes ces embuscades est de le faire tomber dans un piège qui doit l'attendre à l'intérieur du canyon. Aussi, même si ses troupes tombent constamment dans des embuscades, il insiste pour que son armée avance le plus vite possible vers la capitale en prenant la route principale et en évitant les chemins secondaires passant par le canyon.
Malheureusement pour Xiang Yu, et malgré son génie militaire, la chance va jouer contre lui. Dans toutes ses campagnes, Yu est accompagné par sa femme, Yu Miaoyi (虞姬). Cette dernière est capturée par les troupes Han lors d'une des embuscades dont est victime l'armée du Chu. Comprenant le parti qu'il peut tirer de cette capture, Han Xin donne immédiatement l'ordre d'amener Miaoyi dans le canyon. Xiang Yu n'a alors pas d'autre choix que d'envoyer le gros de ses troupes épuisées à la capitale via la route principale, alors que lui-même mène une petite force de 100 000 soldats dans le canyon pour sauver sa femme.
Xiang Yu espérait sauver sa femme rapidement et sortir du canyon avant que le piège se referme sur lui; mais Han Xin avait fait le nécessaire pour que l'épouse de Yu soit enfermée au plus profond du canyon. Au moment où il finit par atteindre et sauver sa femme, Yu et son armée se sont déjà avancés trop profondément dans le canyon pour espérer se retirer en toute sécurité.
C'est à ce moment précis que Han Xin applique son plan dit de l'"Embuscade depuis Dix Directions" (十面埋伏) . Han Xin commence par mener un assaut frontal contre Xiang Yu, avant de se retirer. Xiang Yu se lance immédiatement à sa poursuite, mais se retrouve bientôt pris au piège par les nombreuses armées du Han. Quel que soit l'endroit où Xiang Yu mène ses forces, des embuscades et des pièges les attendent. Avec ces embuscades à répétition, les troupes du Han obligent les colonnes de l'armée de Xiang Yu à s'étirer démesurément et perturbent leur formation, ce qui permet de décimer les troupes du Chu petit groupe par petit groupe. Cette tactique permet à Han Xin de causer de lourdes pertes à l'armée ennemie, tout en réduisant son moral à néant en donnant l'impression qu'il est impossible d'échapper à la mort. L'armée du Chu reste enfermée dans le canyon, sans provisions, jusqu'en décembre de l'an 202 av. J.-C..
Pour achever de briser le moral de l'armée du Chu, Han Xin emploie une ruse qui est connue sous le nom de "Chansons du Chu venant des Quatre Côtés" (四面楚歌). Il donne l'ordre aux soldats de son armée de forcer les prisonniers du Chu à chanter des chansons traditionnelles de leur pays. Ces chansons du Chu venant de toutes les directions font que les soldats de Xiang Yu se souviennent de leurs familles restées à la maison, ce qui réduit considérablement leur volonté de se battre. Même Xiang Yu finit par croire que le Chu occidental a été conquis depuis qu'il est bloqué dans ce piège et que sa cause est perdue.
C'est alors que les désertions de masse commencent. Au début, Xiang Yu tente d’arrêter par la force les fuyards; mais quand ses soldats et sa femme le prient de laisser rentrer chez eux ceux qui le veulent, Yu finit, de guerre lasse, par accepter. La même nuit, sa femme se suicide à l'âge de 16 ans, car elle pense être la principale cause de la chute du Chu occidental. Cet événement achève de briser Xiang Yu.
Finalement, seuls environ 800 soldats restent loyaux à Xiang Yu, jurant de se battre pour lui jusqu'à la fin. Yu, impressionné par leur fidélité, promet de les conduire en sécurité. La plupart des sources de l'époque pensent que ces 800 soldats sont les derniers survivants des 8000 fidèles qui avaient suivi Xiang Yu au tout début de sa lutte contre la dynastie Qin.
À ce stade de la bataille, Han Xin avait réussi à briser le moral et la cohésion des troupes du Chu, qui se sont dispersées sans combattre, comme il s'y attendait. Mais la présence de ce noyau dur de fidèles donne un avantage à Xiang Yu, qui peut maintenant agir avec un petit groupe mobile, bien plus apte à éviter pièges et embuscades qu'une grande armée. Finalement, Yu réussit à sortir du canyon avec une centaine d'hommes.
Lorsque la nouvelle de l'évasion de Yu leur parvient, Han Xin est particulièrement choqué et Liu Bang donne l'ordre d'envoyer 5 000 cavaliers d'élite pour rattraper et capturer vivant le roi de Chu.
Malheureusement pour Xiang Yu, il se perd après avoir quitté le canyon. Selon certaines sources, il aurait tenté de retrouver son chemin en demandant à la population locale la direction à prendre pour aller au Chu, mais ils l'auraient envoyé dans la mauvaise direction et Xiang Yu aurait fini dans des marais, ce qui lui aurait coûté un temps précieux pour l'évasion. Ce fait est contesté, car il est absent de certains travaux historiographiques chinois et la plupart des historiens pensent que cet épisode est fictif. Le point sur lequel toutes les sources s'accordent est qu'au final, les cavaliers d'élite du Han le rattrapent au bord de la rivière Wu. Là, Xiang Yu refuse de se rendre, mais essaye de persuader ses 26 derniers soldats de s'échapper, en vain. Finalement, tous meurent dans un ultime combat et après avoir été grièvement blessé, Xiang Yu se suicide en s'égorgeant.

## Conséquences
Après la mort de Xiang Yu, le royaume du Chu occidental se rend et la Chine est réunifiée sous la domination des Han. Liu Bang donne à Peng Yue le titre de "roi de Liang", à Ying Bu le titre de "roi du Huainan" et à Han Xin le titre de "Roi du Chu". Quelques mois plus tard, à la demande pressante de ses partisans et de ses vassaux, Liu Bang prend le titre d'Empereur et fonde la dynastie Han. Dans un premier temps il installe sa capitale à Luoyang, avant de la déménager à Chang'an, plus simple à défendre et approvisionner. Il fait de Lü Zhi son impératrice et réaffirme que Liu Ying est son prince héritier.
Même si Liu Bang commence par récompenser grassement ceux qui l'ont aidé à devenir empereur, avec le temps il devient de plus en plus suspicieux à leur égard. Han Xin est rétrogradé de "roi de Chu" à "Marquis de Huaiyin" à la fin de 202 av. J.-C., avant d'être arrêté et exécuté par l'impératrice Lü en 196 av. J.-C., pour avoir comploté une rébellion avec Chen Xi. La même année, Liu Bang rétrograde Peng Yue au statut d'un roturier, sur la foi de rumeurs voulant qu'il ait participé au complot de Xin et Xi. Yue et les membres de sa famille sont ensuite exécutés par l'impératrice Lü.